# 巴頓將軍
《巴頓將軍》（英語：Patton）是一部1970年的美國傳記式戰爭電影，由法蘭克林·沙夫納執導，喬治·史考特等主演。
電影以第二次世界大戰坦克部隊名將領乔治·巴顿將軍的經歷為藍本，透過他在大戰時在各戰場領軍屢建戰功串連拍成此片，當中也包括他生涯中的部份事端，編劇並反透過納粹德國軍參謀本部，描述敵軍眼中的可怕美國名將。
此片於1971年4月15日的第43屆奧斯卡金像獎上，榮獲包括最佳影片在內的數項殊榮。

## 演員
- 喬治·史考特 飾演 喬治·巴頓將軍

曾因此角得到奧斯卡最佳男主角獎，但是他本人拒絕領獎，他表示奧斯卡獎「並不真實」。

## 獎项
- 奧斯卡金像獎
  - 得獎：最佳影片、最佳導演（法蘭克林·沙夫納）、最佳男主角、最佳原創劇本（弗朗西斯·科波拉）、最佳美術指導、最佳剪接及最佳混音
  - 提名：最佳攝影、最佳視覺效果及最佳配樂